# 奧斯特羅若克
50°23′38″N 27°44′16″E / 50.39389°N 27.73778°E
奧斯特羅若克（烏克蘭語：Острожок），是烏克蘭北部的村莊，隸屬日托米爾州的茲維亞赫爾區。該村始建於1768年，面積30.08平方公里，海拔高度202米，2001年人口592，人口密度每平方公里19.68人。